# Tobin Esperance
Tobin Joseph Esperance est un bassiste américain né le 14 novembre 1979. Il est le bassiste du groupe Papa Roach, ainsi que pour la plupart des musiques, leur compositeur. 

## Biographie
Les parents de Tobin Esperance se sont séparés en 1985. Il est marié avec Jennifer Esperance depuis 2002. Il a une fille qui s'appelle Ava.
Il joue de la basse depuis qu'il a 8 ans. Avant, il travaillait comme magasinier. Il a rejoint le groupe après le départ de 
Will James en 1996.
Il a écrit une trentaine de chansons pour le groupe. Il joue aussi de la guitare dans l'album The Paramour Sessions.